# Ion Haidu
Ion Iuliu Haidu (* 1. Januar 1942 in Sfântu Gheorghe) ist ein ehemaliger rumänischer Fußballspieler. Der Stürmer bestritt 201 Spiele in der höchsten rumänischen Fußballliga, der Divizia A.

## Karriere

### Verein
Nach der Jugendzeit in seiner Heimatstadt Sfântu Gheorghe wechselte Haidu im Jahr 1959 zu CS Târgu Mureș, das in der Divizia B spielte. Nach der Fusion mit dem Lokalrivalen Voința Târgu Mureș spielte der Verein ab 1960 unter dem Namen CS Mureșul.
Da Haidu Teil derjenigen Mannschaft war, die im Jahr 1962 die Jugend-Europameisterschaft gewonnen hatte, kam er in die Divizia A, als diese Mannschaft unter dem Namen Viitorul Bukarest auch in der Folgesaison antrat. Als das Team jedoch in der Winterpause schon wieder aufgelöst wurde, wechselte Haidu zum Ligakonkurrenten Steagul Roșu Brașov.
Im Jahr 1963 erhielt Haidu die Gelegenheit, zu einem der erfolgreichsten rumänischen Vereine, dem amtierenden Meister Dinamo Bukarest, zu wechseln. Dort wurde er zum Stammspieler und trug sechs bzw. zehn Treffer zum erneuten Gewinn der Meisterschaft in den Jahren 1964 und 1965 bei. Außerdem konnte er mit Dinamo in den Jahren 1964 und Cupa României 1967/68 den rumänischen Pokal gewinnen.
Anfang der 1970er-Jahre verlor Haidu seinen Stammplatz bei Dinamo und kam nicht mehr regelmäßig zum Einsatz. Dadurch bedingt war sein Anteil an der Meisterschaft 1971 geringer. Im Jahr 1972 verließ er den Verein und wechselte in die Divizia B zu Chimia Râmnicu Vâlcea. Dort war er an den größten Erfolgen des Vereins beteiligt: dem Gewinn des rumänischen Pokals im Jahr 1973 und dem erstmaligen Aufstieg in die Divizia A ein Jahr später. Nach dem Abstieg am Ende der Saison 1974/75 beendete Haidu seine Karriere.

### Nationalmannschaft
Ion Haidu bestritt acht Spiele für die rumänische Fußballnationalmannschaft und erzielte dabei drei Tore. Zu seinem ersten Einsatz kam er am 12. Mai 1963 im Freundschaftsspiel gegen die DDR, wo er sogleich ein Tor erzielte.

## Erfolge
- Jugend-Europameister: 1962
- Rumänischer Meister: 1964, 1965, 1971
- Rumänischer Pokalsieger: 1964, 1968, 1973